# Tarsius fuscus
Tarsius fuscus es una especie de primate tarsiforme que habita en Indonesia al sudoeste de la isla de Célebes. En algún momento fue considerado un sinónimo del tarsero fantasma (Tarsius tarsier); sin embargo al restringirse la distribución de esta especie a la isla Selayar, la población remanente se clasificó como T. fuscus.

## Taxonomía
La clasificación de los tarseros de Célebes fue por mucho tiempo confusa. T. fuscus fue descrito por Fischer en 1804. La especie fue renombrada como T. fuscomanus en 1812 por Geoffroy y como T. fischeri en 1846 por Burmeister. En 1953 William Charles Osman Hill concluyó que la ubicación tipo de T. spectrum era la región de Makassar.  Como resultado Hill concluyó que T. fuscus era un sinónimo más moderno de T. spectrum. Sin embargo, recientemente se estableció a T. spectrum como sinónimo más moderno de T. tarsier.  En 2010, Groves restringió a la especie T. tarsier a la población existente en la isla Selayar, recuperando el nombre T. fuscus para los tarseros de las proximidades de Makassar, como especie diferente.

## Descripción
Tarsius fuscus tiene por lo general un pelaje rojizo-marrón. La punta de la cola es de color negro. Tiene el cráneo y los arcos dentales más cortos que la mayoría de los otros tarseros. También las patas traseras son más cortas que en la mayoría de los otros tarseros. La cola representa entre 143% y 166% de la longitud corporal.

## Biología
Como todas las especies de tarsero es un animal nocturno y arborícola. También como todos sus relacionados del género Tarsius, T. fuscus es exclusivamente carnívoro e insectívoro; y en general captura sus presas saltando sobre ellas.